# Anne-Elizabeth Stone
Anne-Elizabeth Stone (Oklahoma City, 31 de diciembre de 1990) es una deportista estadounidense que compite en esgrima, especialista en la modalidad de sable.
Ganó cuatro medallas en el Campeonato Mundial de Esgrima entre los años 2013 y 2018. Participó en los Juegos Olímpicos de Tokio 2020, ocupando el sexto lugar en la prueba por equipos.

## Palmarés internacional
| Campeonato Mundial | Campeonato Mundial | Campeonato Mundial | Campeonato Mundial |
| Año                | Lugar              | Medalla            | Prueba             |
| ------------------ | ------------------ | ------------------ | ------------------ |
| 2013               | Budapest (Hungría) | Medalla de bronce  | Sable por equipos  |
| 2014               | Kazán (Rusia)      | Medalla de oro     | Sable por equipos  |
| 2015               | Moscú (Rusia)      | Medalla de bronce  | Sable por equipos  |
| 2018               | Wuxi (China)       | Medalla de bronce  | Sable individual   |